# Ганс Гільдебрандт
Ганс Гільдебрандт (нім. Hans Hildebrandt; 24 грудня 1911, Бремен — 3 листопада 1980) — німецький офіцер-підводник, капітан-лейтенант крігсмаріне.

## Біографія
В 1935 року вступив на флот. З травня 1938 року служив в 1-й флотилії R-катерів. В березні-травні 1940 року навчався у військовому училищі Кіля. З травня 1940 року — керівник групи флотилії оборони гавані Тронгейма. В квітні-вересні 1941 року пройшов курс підводника. З 1 жовтня 1941 по 31 липня 1942 року — командир U-152, з 20 серпня 1942 по 14 лютого 1944 року — U-636, на якому здійснив 7 походів (разом 125 днів у морі). 6 вересня 1943 року на міні, встановленій U-636, підірвався радянський торговий пароплав «Тбілісі» водотоннажністю 7169 тонн, який перевозив вугілля; 2 члени екіпажу загинули. В лютому 1944 року переданий в розпорядження 24-ї флотилії. З травня 1944 року — керівник випробувальної групи командування випробування торпед, з серпня 1944 по 8 травня 1945 року — керівник відділу командування в Готенгафені.

## Звання
- Фенріх-цур-зее (1 липня 1936)
- Лейтенант-цур-зее (1 квітня 1938)
- Оберлейтенант-цур-зее (1 жовтня 1939)
- Капітан-лейтенант (1 вересня 1942)

## Нагороди
- Медаль «За вислугу років у Вермахті» 4-го класу (4 роки)